# بوب داونز
بوب داونز (بالإنجليزية: Bob Downes)‏ هو عازف ساكسفون وملحن بريطاني، ولد في 22 يوليو 1937 في بليموث في المملكة المتحدة.

## وصلات خارجية
- بوب داونز على موقع ميوزك برينز (الإنجليزية)
- بوب داونز على موقع ديسكوغز (الإنجليزية)